# Уражена земля
«Уражена земля» (англ. The Wounded Land) — фентезійний роман американського письменника Стівена Р. Дональдсона, перша книга в другій трилогії «Хроніки Томаса Ковенанта». ПрНаступна книга серії — «Єдине дерево».
Книга присвячена Лестеру дель Рею із криптичним додатком: «Лестер змусив мене це зробити». На своєму офіційному сайті Дональдсон пояснив, що дель Рей, його редактор-видавець, був «Королем сіквелів» й невпинно знущався над Дональдсоном з ідеями для продовження першої трилогії, і всі вони були настільки кепськими, що Дональдсон змушений був задуматися про створення як другої, так і третьої трилогій.

## Сюжет
Минуло десять років від закінчення перших Хронік. Після свого повернення в Землю, Томас Ковенант відновив кар'єру письменника. Він все ще відокремлений від суспільства, але вже змирився з цим та іншими психічними та фізичними наслідками своєї прокази.
Роман розпочинається з представлення нам нового головного героя; пролог викладається повністю від його імені, як і головна частина оповіді. Лінден Евері — лікарка, яка переїхала до рідного міста Ковенанта, щоб влаштуватися на роботу в місцевій лікарні. Її травматичне дитинство та сувора медична підготовка залишили емоційно ізольованою від інших людей. По-своєму вона є стільки ж аутсайдером у суспільстві Ковенанта.
Начальник штабу лікарні (який епізодично з'являвся в перших Хроніках) просить її перевірити на Ковенант. Лінден неохоче заїжджає до заміського будинку Ковенанта. Дорогою вона бачить літнього чоловіка в порваному вохряному халаті обабіч дороги. Використовуючи CPR, вона оживляє його: він робить ряд викривлених вимов та відходить, благаючи її «бути справжньою».
Заплутана та розчулена цією дивною зустріччю, Лінден продовжує дійти до дому Ковенанта. Хоча він спочатку відмовляється пускати її, Лінден проявляє наполегливість та виявляє, що дружина Ковенанта, яка раніше покинула його, повернулася, але знаходиться під впливом культу поклонників лорда Фоля, який знайшов спосіб поширити свій вплив у світі Ковенанта.
Після того, як Ковенант зарізаний одним із дурнів Фула в «реальному» світі, він втрачає свідомість і чує знайомий голос: лорда Фула. Ковенант насміхається з того, що «у тебе охоплює більший відчай, ніж твоє маленьке смертне серце»; Фул обіцяє, що помститься за Ковенант та Землю.
Він та Лінден прокинулися по прибутті до Землі — до Вартового Кевіна, гори на південному кордоні Землі, куди його вперше викликав Друл Рокворм. Його рана зажила — невідомом чином Ковенант зміг використати "дику магію" свого кільця з білого золота, хоча й зробив це несвідомо. Спускаючись зі Сторожевої башти, він також виявляє, що відбулася страшна зміна: минуло чотири тисячі років, Земна сила пропала або майже зникла, а люди Землі поза зв’язком із тим, що залишилося від неї. Земля страждає сонячним промінням, порушуючи фізичний порядок, який по черзі спричиняє дощ, пустелю, моровицю та неприродну родючість, щоб нанести шкоду людині, тваринам та природі.
Люди Землі звернулися до людської жертви як засобу, який контролює сонячну силу: незабаром після їх появи Ковенант та Лінден потрапляють у полон та засуджуються до «пролиття». Вони тікають, але незабаром після цього Ковенант укушений монстром. Лінден володіє формою ясновидіння, яка дозволяє їй сприймати фундаментальну природу людей та речей у цьому світі (завдяки медичній підготовці, відчуває як власне «відчуття здоров'я») здатна врятувати Ковенанта від небезпечної для життя інфекції, але отрута від укусу заважаєКовенанту контролювати руйнівну силу «дикої магії».
Незважаючи на ці труднощі, Ковенант та Лінда Евері приєднуються до Сандера та Голліаном, земними чоловіком та жінкою, щоб подорожувати до Ревелстоуна, де вони планують кинути виклик новому корумпованому правителі Землі, Клейву. Під час подорожі Ковенант приходить до Анделійських пагорбів, регіону землі, вільної від Сонячного випромінювання. Там він зустрічається з Форесталом Каер-Каверралом (колишній воєначальник Гіл-Троя) та духами давно померлих персонажів Перших літописів, які надають йому досить виразні поради щодо становища Землі. Салтгарт Фомфалловер надає ковенанту щось більше: Вейн, твір ур-віл, який супроводжує Ковенанта до Ревелстоуна. (Лінден, Сандер та Голліан вже були захоплені Клейвом та ув'язнені.) Потрапивши туди, Ковенант погоджується здійснити «віщун», ритуал ворожіння по крові. Перш ніж Ковенант зможе захистити себе, службовці Клайва розрізають йому вени: це запускає ритуал. Таким чином Ковенант з'ясовує, що причиною нинішнього стану Землі є знищення Законів Служби, які він сам же й створив. Не маючи сили захистити ці закони, сама Земна сила була пошкоджена лордом Фулом; отже, й Сонячним випромінюванням.
Ковенант також виявляє, що воєначальник Клейва, на-Морам, Ревер, один із безсмертних, безкорисних слуг лорда Фула. Оскільки кожен новий на-Морам досягає останнього, Ревер захоплює, гарантуючи, що Клейв продовжує підтримувати Банечне вогнище, яке зміцнює Сонце. Банечне вогнище живиться великою кількістю крові: серед полонених, яких Клейв тримає для майбутнього жертвоприношення, є група Арушаїв, нащадків раси, яка раніше служила Землі як Кривава охорона. Ковенант звільняє Арушаїв та своїх друзів, при цьому витягує криль, древній та потужний меч, створений у часи Старих лордів, але, через власне божевілля від влади в поєднананні з втратою крові, не може самостійно боротися з об'єднаною силою Клейва, й таким чином змушений покинути Ревелстоун.
Ревелстоун розташований на західній межі Землі; далі — лише гірська місцевість. Отже, Ковенант та його супутники вирушили на схід. Їх подорож спровокувала небезпечне підвищення активності Сонячного випромінювання та згубність Сарангрейв-Флат, болотистої рівнини на низинній частині Землі, яка тисячоліттями була заселена «люкером», загадковою та зловісною істотою, яку пробуджує наявність сили. Однак, на заваді «вечірці» для цієї істоті стає дика магія Ковенанту, «почуттям здоров'я» Лінден, навичками виживання під Сонячним випромінюванням Сундер та Голліана та фізичною доблестю Арушаїв.
Коли вони підходять до морського узбережжя на східному краю Земіль, мандрівники зустрічають вечірку гігантів, тієї ж раси, що й давно померлі люди Фомфоллоувера. Ковенант, Евері, Вейн та четверо Арушаїв приймають кораблі з гігантами для пошуків вирішення питання відновлення дії Законів Служби, залишаючи Сундера та Голліана на Землі, щоб спробувати зібрати опір Клаву під час підготовки до фінальної битви.